# Debeney
Debeney je priimek več oseb:
- Marie-Cyrille-Victor Debeney, francoski general
- Marie-Eugène Debeney, francoski general